# کلیسای گئورگ مقدس (قاراداغلو)
کلیسای گئورگ مقدس (قاراداغلو) (ارمنی: Սուրբ Գևորգ եկեղեցի (Ղարադաղլու)؛ ) یک کلیسا متعلق به کلیسای حواری ارمنی واقع در شهر واراندا، استان شاهومیان جمهوری آرتساخ می‌باشد. ساخت و ساز این ساختمان در سال ۱۸۵۵ میلادی؛ به پایان رسید. این بنا به سبک معماری ارمنی طراحی شده است.